# Tango (série télévisée)
Pour l’article homonyme, voir Tango.
Tango est une série télévisée française en trois téléfilms de 90 minutes adaptée de l’œuvre d'Elisa Vix et diffusée les 26 novembre 2010, 7 et 14 juin 2013 sur France 2.

## Distribution principale
- Audrey Fleurot : Joana Larsen
- Carole Richert : Maryse

## Épisodes

### Épisode 1:Bad Dog
- Première diffusion : 26 novembre 2010
- Synopsis : Des femmes sont assassinées dans une petite ville du nord. Un chien est découvert sur chaque lieu du crime.

#### Fiche technique
- Titre : Bad Dog
- Réalisation : Philippe Venault
- Scénario : Sylvain Saada d'après le roman éponyme d'Elisa Vix
- Compositeur : Marc Minelli
- Durée : 90 min

#### Distribution
- Frédéric Pierrot : Thierry Sauvage
- Jeanne Bournaud : Valérie
- Xavier Thiam : Salman
- Bruno Tuchszer : Xavier Marcilly
- Maxence D'Almeida : Gendarme stagiaire

### Épisode 2:Le Coup du lapin
- Première diffusion : 7 juin 2013
- Synopsis : À la morgue, le corps d'une jeune femme disparaît.

#### Fiche technique
- Titre : Le Coup du lapin
- Réalisation : Nicolas Herdt
- Scénario : Sylvain Saada d'après La Baba-Yaga d'Elisa Vix
- Compositeur : Marc Minelli
- Durée : 90 min

#### Distribution
- Arnaud Giovaninetti : Thierry Sauvage
- Jeanne Bournaud : Valérie
- Laurent Grévill : Jacques Verneuil
- Éric Paul : Gorino
- Xavier Thiam : Salman
- Gilles-Vincent Kapps : Stéphane Hilaire
- Boris Rehlinger : Antoine Lorent
- Alexandre Desrousseaux : Victor

### Épisode 3:La Vengeance du corbeau
- Première diffusion : 14 juin 2013
- Synopsis : À la suite d'un meurtre, un corbeau révèle les petits secrets des membres d'un institut.

#### Fiche technique
- Titre : La Vengeance du corbeau
- Réalisation : Nicolas Herdt
- Scénario : Sylvain Saada
- Compositeur : Marc Minelli
- Durée : 90 min

#### Distribution
- Arnaud Giovaninetti : Thierry Sauvage
- Erick Deshors : Stéphane de Mareuil
- Bénédicte Choisnet : Pauline de Mareuil
- Maryne Bertieaux : Bérénice Ferran
- Vanessa Larré : Gabrielle Nivert
- Alexandre Desrousseaux : Victor